# 마키노코역
마키노코역(일본어: 牧之郷駅)은 일본 시즈오카현 이즈시에 있는 이즈하코네 철도 슨즈 선의 역이다.

## 역사
- 1924년 8월 1일: 오히토 ~ 슈젠지 간 개통으로 영업 개시.
- 1971년 5월 1일: 무인역이 됨.
- 2015년 3월 27일: 다쿄 ~ 슈젠지 구간의 철도종합기술연구소가 초전도 전기 기술을 이용한 세계 최초의 열차 주행 시험에 성공. 오히토 역에 초전도 송전 시스템을 설치하고 시험 주행 실시.

## 역 구조
상대식 승강장 2면 2선의 지상역이다. 무인역으로 1번 선에는 승차역 증명증기가 2번 선에는 터치 패널식 자동 매표기와 슈젠지 역으로 통하는 인터폰이 있다. 자동 매표기는 2009년에 슨즈 선 보통 열차 모두 단일화되었을 때 설치된 터치 패널식의 것으로 이 자동 매표기가 가동하지 않은 시간에만 2번 선의 승차역 증명증기가 사용된다.
접근 방송이 있고 상하행 승강장이 모두 여성 목소리 안내 방송이 나온다. 또한, 접근 표시기에서는 전자 소리가 송출된다.

### 승강장
| 1 | ■ 슨즈 선(하행) | 슈젠지 방면                               |
| 2 | ■ 슨즈 선(상행) | 슈젠지・이즈나가오카・다이바・미시마 방면 |

## 역 주변
- 요시하라 야마다마 동원 - 역 동쪽에 위치하는 조동종의 사찰. 이즈 팔십팔군데 영지 5번 패를 받는 곳.
- 시즈오카 지방 도로 80호 아타미오히토 선
- 가노 강

## 사진

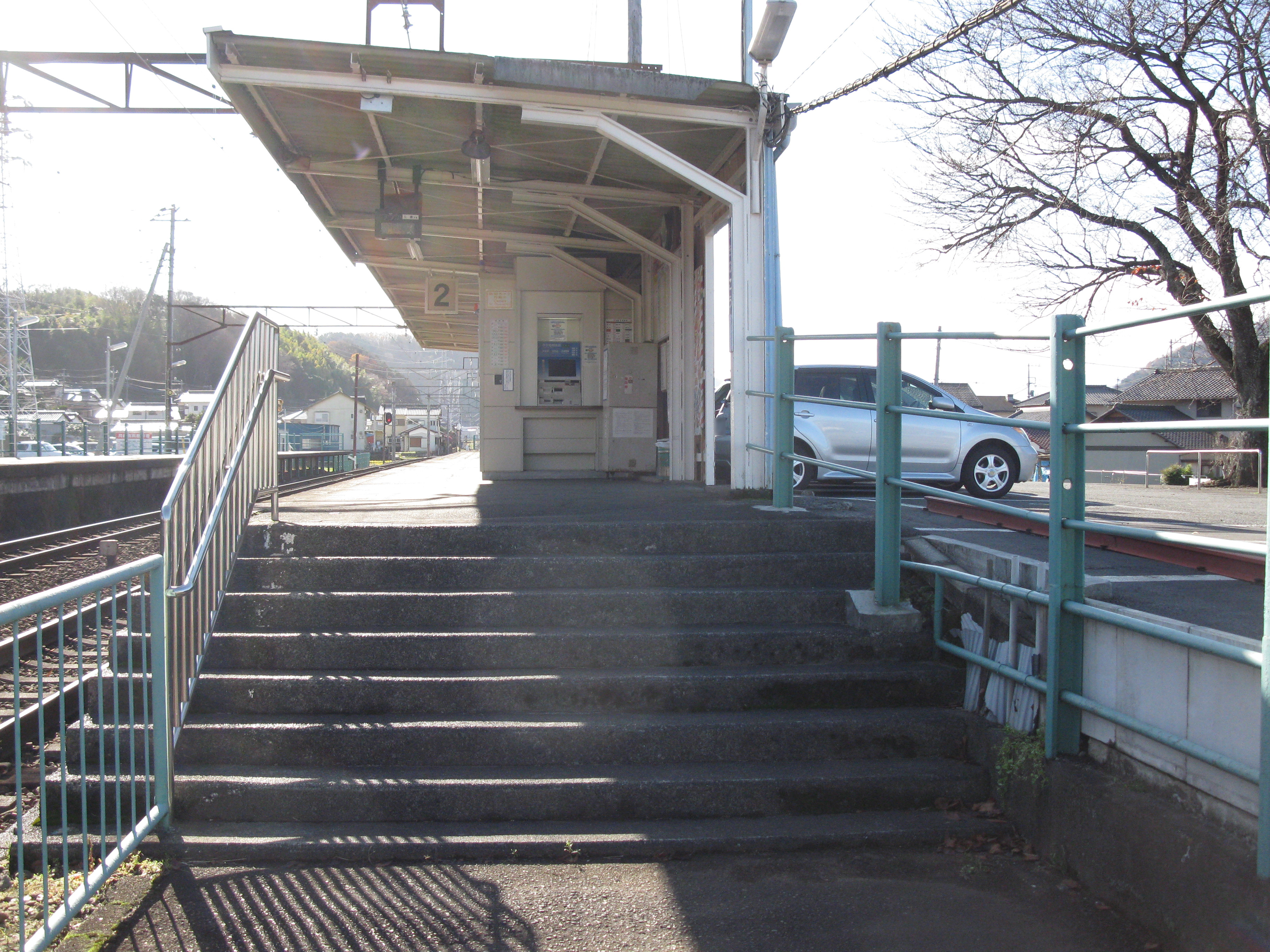
2번 출입구

## 인접역
| 이즈하코네 철도 ■ 슨즈 선 | 이즈하코네 철도 ■ 슨즈 선 | 이즈하코네 철도 ■ 슨즈 선 |
| ------------------------- | ------------------------- | ------------------------- |
| IS11 오히토 미시마 방면   | ■ 보통                    | 슈젠지 IS13 슈젠지 방면   |